# Eleutherodactylus guttilatus
Espèce
Synonymes
- Malachylodes guttilatus Cope, 1879
- Syrrhophus smithi Taylor, 1940
- Syrrhophus gaigeae Schmidt & Smith, 1944
- Syrrhophus petrophilus Firschein, 1954

Statut de conservation UICN

 LC  : Préoccupation mineure
Eleutherodactylus guttilatus est une espèce d'amphibiens de la famille des Eleutherodactylidae.

## Répartition
Cette espèce se rencontre de 600 à 2 000 m d'altitude :
- au Mexique dans la Sierra Madre Oriental dans les États du Coahuila, du Nuevo León, de San Luis Potosí, de Durango et de Guanajuato ;
- aux États-Unis dans les Davis Mountains au Texas.

## Publication originale
- Cope, 1879 : Eleventh contribution to the herpetology of tropical America. Proceedings of the American Philosophical Society, vol. 18, p. 261–277 (texte intégral).